# Гевонт
Гевонт (пол. Giewont) — горный массив в Западных Татрах. Состоит из трёх основных вершин:
- Малый Гевонт Mały Giewont (1728 м)
- Большой Гевонт Wielki Giewont (1895 м)
- Длинный Гевонт Dlugi Giewont (1867 м)

## Описание
Массив находится между долинами Быстра (Dolina Bystra), Кондратова (Dolina Kondratowa), Мала Лака (Dolina Małа Łąkа) и Стражиска (Dolina Strążyskа). Располагается рядом с городом Закопане. Между Большим и Малым Гевонтом есть Гевонский перевал (Giewoncka Przełęcz) и ущелье Киркора (Żleb Kirkora), в котором произошло несколько несчастных случаев. Между Большим и Длинным Гевонтом располагается перевал Щерба (Szczerbą Рrzełęcz) и ущелье Щербы (Żleb Szczerby). На Большом Гевонте стоит 15-метровый железный крест с размахом поперечной линии в 5,5 метров, возведённый в 1901 году. Массив находится на территории Татранского Национального Парка (Tatrzański Park Narodowy). На массиве произрастают многие редкие растения Польши, в частности, пырей, многораздельный гроздовник, копьевидная ива и др.

## Легенды[1]
Про Гевонтские горы сложено много легенд в польском фольклоре. Если смотреть на массив со стороны города Закопане, то по форме он напоминает спящего рыцаря. Голову его образует Большой, а туловище — Длинный Гевонт. Когда стране будут угрожать враги, рыцарь проснётся и встанет на её защиту.
Ещё одна легенда гласит, что в тех горах есть огромная пещера. По одной версии, в ней спят рыцари короля Болеслава Смелого, которые проснутся, если Польше будет грозить опасность. По другой версии, в пещере живёт монах, который хранит несметные сокровища. Но пещеру ещё никому не удалось обнаружить.
Если на закате солнца загадать желание, глядя на Гевонт, то оно обязательно сбудется.